# Frakční krystalizace (chemie)
Frakční krystalizace je metoda oddělování složek směsí na základě rozdílů v rozpustnosti, které vedou k odlišné krystalizaci. Pokud se směs několika látek přivede do podmínek, kdy může nastat krystalizace, například snížením teploty, tak bude ve sraženině nejvíce zastoupena složka s nejmenší rozpustností. Poměr zastoupení složek bude určen jejich součiny rozpustnosti; při podobných hodnotách těchto součinů je k účinnému oddělení potřeba použít kaskádový proces.
Frakční krystalizace nacházejí využití při výrobě čistých látek či odstraňování využitelných složek z odpadů.
Pomocí frakční krystalizace lze od sebe oddělit pevné látky, například dusičnan draselný a chlorečnan draselný.